# Paratachys austinicus
Paratachys austinicus är en skalbaggsart som beskrevs av Thomas Casey. Paratachys austinicus ingår i släktet Paratachys och familjen jordlöpare. Inga underarter finns listade i Catalogue of Life.